# UCI Asia Tour 2010
Navigation
Édition précédente Édition suivante
L'UCI Asia Tour 2010 est la sixième édition de l'UCI Asia Tour, l'un des cinq circuits continentaux de cyclisme de l'Union cycliste internationale. Il est composé de 35 compétitions, organisées du 6 octobre 2009 au 20 septembre 2010 en Asie.
La victoire revient pour la première fois à l'Iranien Mahdi Sohrabi, vainqueur notamment du championnat d'Asie sur route. Il succède au palmarès à l'Iranien Ghader Mizbani. C'est la cinquième victoire de suite au classement individuel pour un coureur iranien. Le classement par équipes est remporté pour la troisième fois d'affilée par la formation Tabriz Petrochemical (Iran) et les deux classements par pays sont gagnés par l'Iran.

## Calendrier des épreuves

### Octobre 2009
| Date  | Course                | Pays  | Classe | Vainqueur            | Équipe               |
| ----- | --------------------- | ----- | ------ | -------------------- | -------------------- |
| 5-9   | Tour of Milad du Nour | Iran  | 2.2    | Mahdi Sohrabi        | Petrochemical Tabriz |
| 15-20 | Tour d'Azerbaïdjan    | Iran  | 2.2    | Ahad Kazemi          | Petrochemical Tabriz |
| 25    | Japan Cup             | Japon | 1.HC   | Chris Anker Sørensen | Saxo Bank            |

### Novembre 2009
| Date  | Course                           | Pays         | Classe | Vainqueur         | Équipe                    |
| ----- | -------------------------------- | ------------ | ------ | ----------------- | ------------------------- |
| 7-8   | Tour d'Okinawa                   | Japon        | 2.2    | Kenji Itami       | Bridgestone Anchor        |
| 8     | Tour de Séoul                    | Corée du Sud | 1.2    | Cho Ho-sung       | Seoul                     |
| 11-19 | Tour de Hainan                   | Chine        | 2.1    | Francisco Ventoso | CarmioOro-A Style         |
| 15    | Kumamoto International Road Race | Japon        | 1.2    | Yasuharu Nakajima | Équipe nationale du Japon |
| 22-2  | Tour d'Indonésie                 | Indonésie    | 2.2    | Mahdi Sohrabi     | Petrochemical Tabriz      |

### Janvier
| Date | Course                   | Pays                | Classe | Vainqueur          | Équipe                    |
| ---- | ------------------------ | ------------------- | ------ | ------------------ | ------------------------- |
| 22   | H. H. Vice President Cup | Émirats arabes unis | 1.2    | Mouhssine Lahsaini | Équipe nationale du Maroc |
| 23   | Emirates Cup             | Émirats arabes unis | 1.2    | Malcolm Lange      | Medscheme                 |

### Février
| Date  | Course           | Pays  | Classe | Vainqueur          | Équipe               |
| ----- | ---------------- | ----- | ------ | ------------------ | -------------------- |
| 6-10  | Kerman Tour      | Iran  | 2.2    | Abbas Saeidi Tanha | Azad University Iran |
| 7-12  | Tour du Qatar    | Qatar | 2.1    | Wouter Mol         | Vacansoleil          |
| 14-19 | Tour d'Oman      | Oman  | 2.1    | Fabian Cancellara  | Saxo Bank            |
| 21    | Mumbai Cyclothon | Inde  | 1.2    | Juan José Haedo    | Saxo Bank            |

### Mars
| Date  | Course           | Pays           | Classe | Vainqueur    | Équipe            |
| ----- | ---------------- | -------------- | ------ | ------------ | ----------------- |
| 1-7   | Tour de Langkawi | Malaisie       | 2.HC   | José Rujano  | ISD-Neri          |
| 14-20 | Tour de Taïwan   | Taipei chinois | 2.2    | David McCann | Giant Asia Racing |

### Avril
| Date  | Course                                 | Pays                | Classe | Vainqueur        | Équipe                         |
| ----- | -------------------------------------- | ------------------- | ------ | ---------------- | ------------------------------ |
| 1-6   | Tour de Thaïlande                      | Thaïlande           | 2.2    | Kiel Reijnen     | Jelly Belly-Kenda              |
| 10    | Championnats d'Asie - contre-la-montre | Émirats arabes unis | CC     | Andrey Mizourov  | Équipe nationale du Kazakhstan |
| 12    | Championnats d'Asie - course en ligne  | Émirats arabes unis | CC     | Mahdi Sohrabi    | Équipe nationale d'Iran        |
| 17-20 | Tour des Philippines                   | Philippines         | 2.2    | David McCann     | Giant Asia Racing              |
| 22-5  | Tour de Corée                          | Corée du Sud        | 2.2    | Michael Friedman | Jelly Belly-Kenda              |
| 24-25 | Melaka Governor Cup                    | Malaisie            | 2.2    | David McCann     | Giant Asia Racing              |
| 27-1  | Jelajah Malaysia                       | Malaisie            | 2.2    | David McCann     | Giant Asia Racing              |

### Mai
| Date  | Course                        | Pays  | Classe | Vainqueur         | Équipe               |
| ----- | ----------------------------- | ----- | ------ | ----------------- | -------------------- |
| 3-8   | Tour d'Azerbaïdjan            | Iran  | 2.2    | Ghader Mizbani    | Tabriz Petrochemical |
| 11-15 | International Presidency Tour | Iran  | 2.2    | Hossein Askari    | Tabriz Petrochemical |
| 16-23 | Tour du Japon                 | Japon | 2.2    | Cristiano Salerno | De Rosa-Stac Plastic |
| 27-30 | Tour de Kumano                | Japon | 2.2    | Andrey Mizourov   | Tabriz Petrochemical |

### Juin
| Date  | Course                | Pays      | Classe | Vainqueur        | Équipe               |
| ----- | --------------------- | --------- | ------ | ---------------- | -------------------- |
| 1-5   | Tour de Singkarak     | Indonésie | 2.2    | Ghader Mizbani   | Tabriz Petrochemical |
| 13    | Tour de Jakarta       | Indonésie | 1.2    | Matnur Matnur    | Polygon Sweet Nice   |
| 18-20 | Tour de Java oriental | Malaisie  | 2.2    | Hossein Alizadeh | Tabriz Petrochemical |

### Juillet
| Date  | Course              | Pays  | Classe | Vainqueur       | Équipe               |
| ----- | ------------------- | ----- | ------ | --------------- | -------------------- |
| 7-11  | Milad De Nour Tour  | Iran  | 2.2    | Ramin Mehrabani | Azad University Iran |
| 17-25 | Tour du lac Qinghai | Chine | 2.HC   | Hossein Askari  | Tabriz Petrochemical |

### Août
| Date | Course        | Pays | Classe | Vainqueur   | Équipe    |
| ---- | ------------- | ---- | ------ | ----------- | --------- |
| 29   | Tour de Delhi | Inde | 1.2    | Arran Brown | Medscheme |

### Septembre
| Date  | Course           | Pays  | Classe | Vainqueur        | Équipe               |
| ----- | ---------------- | ----- | ------ | ---------------- | -------------------- |
| 10-20 | Tour de Chine    | Chine | 2.2    | Dirk Müller      | Nutrixxion Sparkasse |
| 16-20 | Tour de Hokkaido | Japon | 2.2    | Miyataka Shimizu | Bridgestone Anchor   |

### Épreuves annulées
| Date             | Course                              | Pays      | Classe | Cause |
| ---------------- | ----------------------------------- | --------- | ------ | ----- |
| 14 décembre      | International Grand Prix Losail     | Qatar     | 1.2    |       |
| 15 décembre      | International Grand Prix Messaeed   | Qatar     | 1.2    |       |
| 18 décembre      | International Grand Prix Doha       | Qatar     | 1.2    |       |
| 19 décembre      | International Grand Prix Al-Khor    | Qatar     | 1.2    |       |
| 23-25 décembre   | Cycling Golden Jersey               | Qatar     | 1.2    |       |
| 27 déc-3 janvier | Tour de la mer de Chine méridionale | Hong Kong | 2.2    |       |
| 21-22 août       | Tour d'Inde                         | Inde      | 2.2    |       |

## Classements finals
| #   | Coureur            | Pays           | Pts    |
| 1.  | Mahdi Sohrabi      | Iran           | 466,66 |
| 2.  | Hossein Askari     | Iran           | 438,33 |
| 3.  | Ghader Mizbani     | Iran           | 313,33 |
| 4.  | David McCann       | Irlande        | 298,66 |
| 5.  | Boris Shpilevsky   | Russie         | 246    |
| 6.  | Amir Zargari       | Iran           | 224,33 |
| 7.  | Takashi Miyazawa   | Japon          | 209    |
| 8.  | Francisco Ventoso  | Espagne        | 195    |
| 9.  | Andrey Mizourov    | Kazakhstan     | 191,66 |
| 10. | Radoslav Rogina    | Croatie        | 146    |
| 11. | Dirk Müller        | Allemagne      | 145    |
| 12. | Kiel Reijnen       | États-Unis     | 144    |
| 13. | Tobias Erler       | Allemagne      | 143    |
| 14. | Abbas Saeidi Tanha | Iran           | 133,33 |
| 15. | José Rujano        | Venezuela      | 130    |
| 16. | Wouter Mol         | Pays-Bas       | 123    |
| 17. | Malcolm Lange      | Afrique du Sud | 118    |
| 18. | Michael Matthews * | Australie      | 117    |
| 19. | Miyataka Shimizu   | Japon          | 111    |
| 20. | Hossein Alīzādeh * | Iran           | 110,66 |

| #   | Équipe                    | Pays           | Pts    |
| 1.  | Tabriz Petrochemical      | Iran           | 1983,3 |
| 2.  | Azad University Iran      | Iran           | 651,98 |
| 3.  | Giant Asia Racing         | Taipei chinois | 507,97 |
| 4.  | Nippo                     | Japon          | 357    |
| 5.  | Jelly Belly-Kenda         | États-Unis     | 218    |
| 6.  | Team Nutrixxion Sparkasse | Allemagne      | 212    |
| 7.  | Seoul                     | Corée du Sud   | 205    |
| 8.  | CarmioOro NGC             | Royaume-Uni    | 195    |
| 9.  | Bridgestone Anchor        | Japon          | 192    |
| 10. | Geumsan Ginseng Asia      | Corée du Sud   | 189    |
| 11. | Vacansoleil               | Pays-Bas       | 163    |
| 12. | Loborika                  | Croatie        | 154    |
| 13. | Polygon Sweet Nice        | Indonésie      | 151    |
| 14. | Aisan Racing Team         | Japon          | 124    |
| 15. | Shimano Racing            | Japon          | 119    |
| 16. | Team Jayco-Skins          | Australie      | 117    |
| 17. | Amore & Vita-Conad        | Ukraine        | 111    |
| 18. | Fly V Australia           | Australie      | 95     |
| 19. | Drapac Porsche            | Australie      | 91     |
| 20. | De Rosa-Stac Plastic      | Irlande        | 85     |

### Classements par nations
| #   | Pays                | Pts     |
| 1.  | Iran                | 2017,96 |
| 2.  | Japon               | 995     |
| 3.  | Kazakhstan          | 667,36  |
| 4.  | Corée du Sud        | 332     |
| 5.  | Hong Kong           | 231     |
| 6.  | Ouzbékistan         | 230,2   |
| 7.  | Indonésie           | 207     |
| 8.  | Malaisie            | 203     |
| 9.  | Kirghizistan        | 191,66  |
| 10. | Mongolie            | 141     |
| 11. | Philippines         | 95      |
| 12. | Chine               | 59      |
| 13. | Syrie               | 39      |
| 14. | Émirats arabes unis | 36      |
| 15. | Taipei chinois      | 35,98   |
| 16. | Thaïlande           | 15,66   |
| 17. | Singapour           | 8       |
| 18. | Viêt Nam            | 5       |

| #   | Pays (U23)          | Pts    |
| 1.  | Iran                | 259,64 |
| 2.  | Kazakhstan          | 210,66 |
| 3.  | Hong Kong           | 108    |
| 4.  | Japon               | 91,98  |
| 5.  | Mongolie            | 64     |
| 6.  | Corée du Sud        | 52     |
| 7.  | Malaisie            | 40     |
| 8.  | Émirats arabes unis | 36     |
| 9.  | Kirghizistan        | 32     |
| 10. | Indonésie           | 29     |
| 11. | Taipei chinois      | 25,32  |
| 12. | Chine               | 17     |
| 13. | Singapour           | 8      |
| 14. | Thaïlande           | 7      |
| 15. | Viêt Nam            | 5      |
|     | Philippines         | 5      |
| 17. | Syrie               | 4      |